# Brobyværk
Brobyværk is een plaats in de Deense regio Zuid-Denemarken, gemeente Faaborg-Midtfyn. De plaats telt 1072 inwoners (2020). Brobyværk ligt aan de voormalige spoorlijn Odense - Faaborg. Het stationsgebouw is bewaard gebleven.